# جاده ۸۱ ایالات متحده آمریکا
جاده ۸۱ ایالات متحده آمریکا (انگلیسی: U.S. Route 81) یکی از بزرگراه‌های اصلی سیستم بزرگراهی ایالت متحده آمریکا است که به طول ۱۹۶۰ کیلومتر از فورت ورث شروع و در پمبنا، داکوتای شمالی به پایان می‌رسد.

## نگارخانه

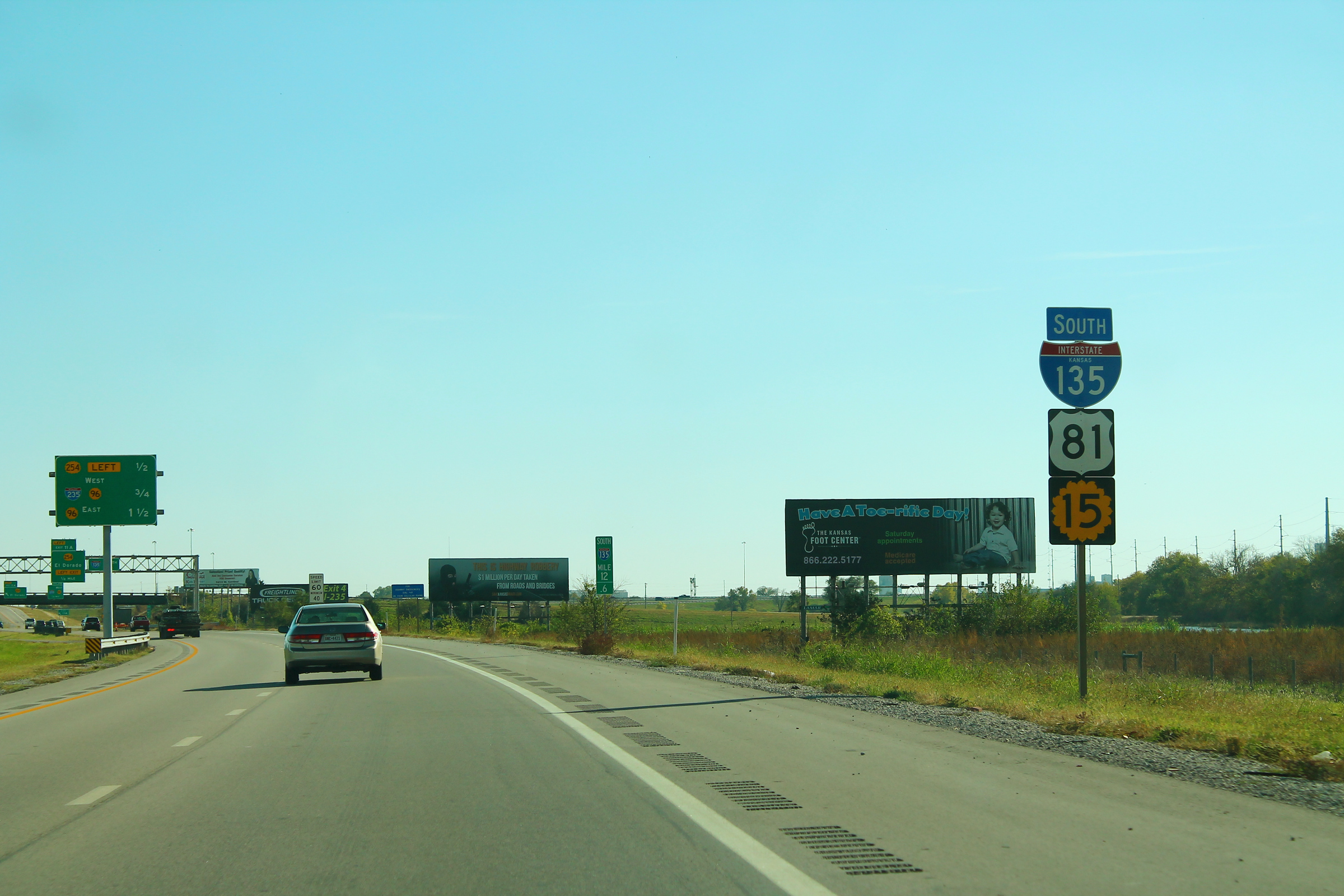
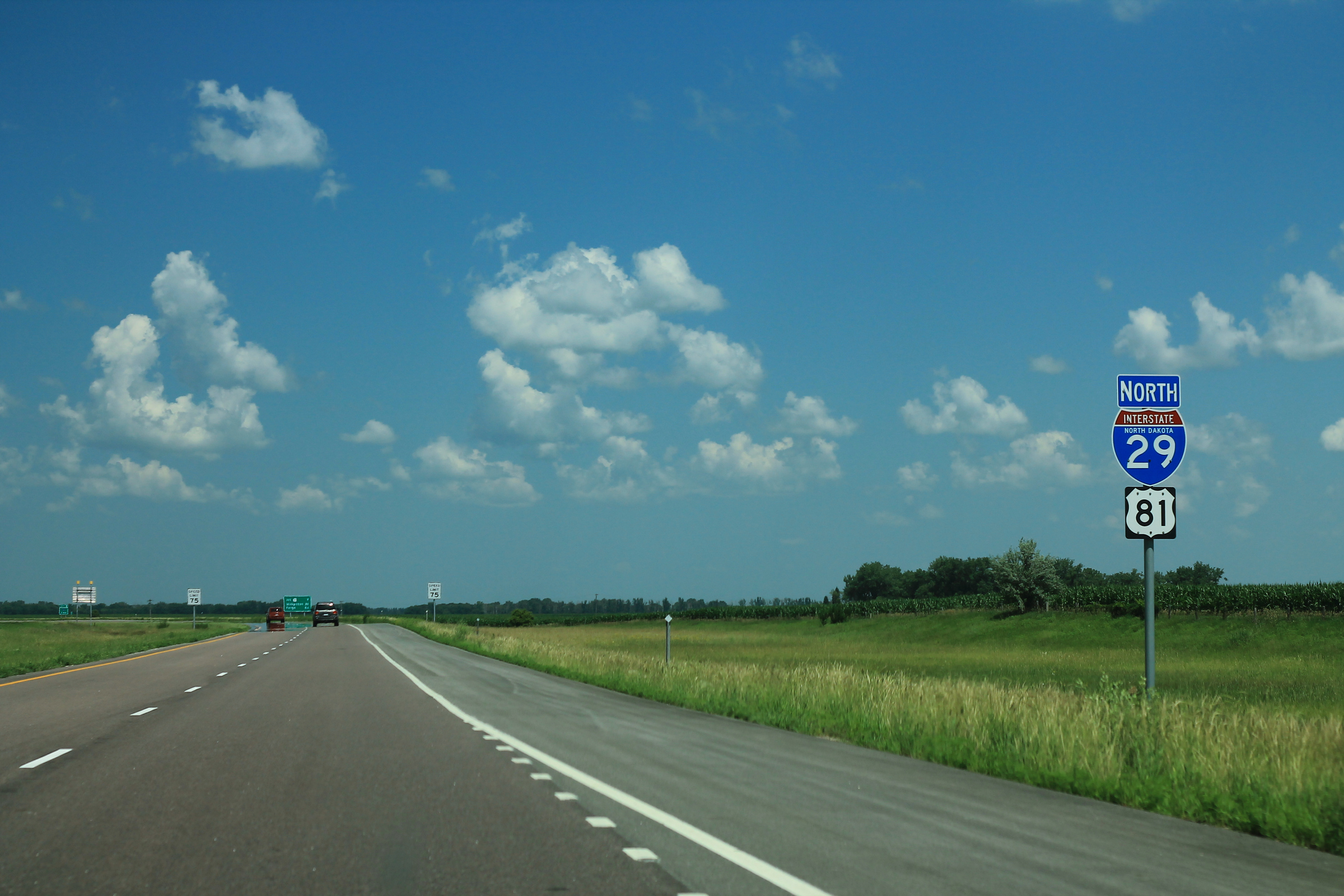
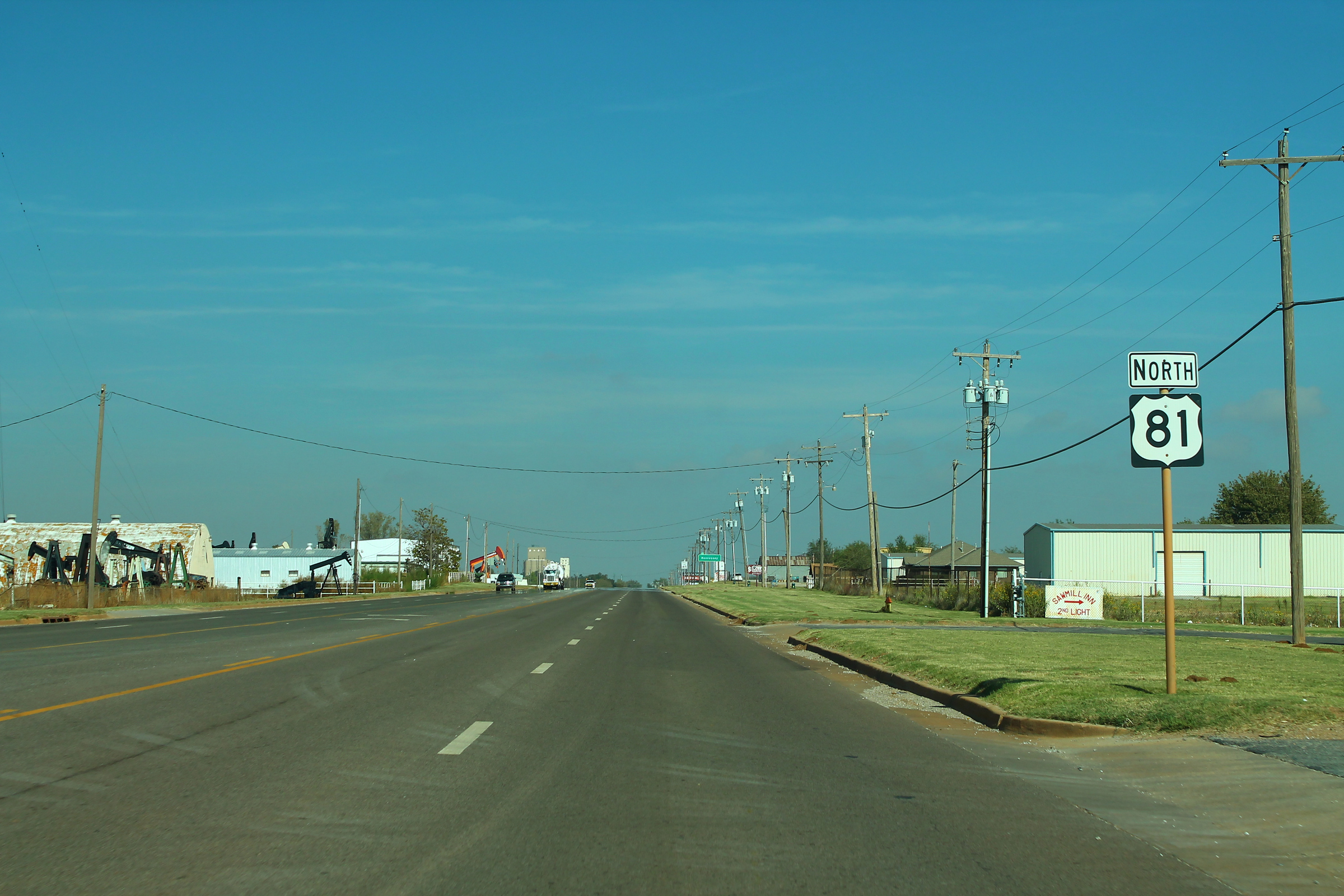
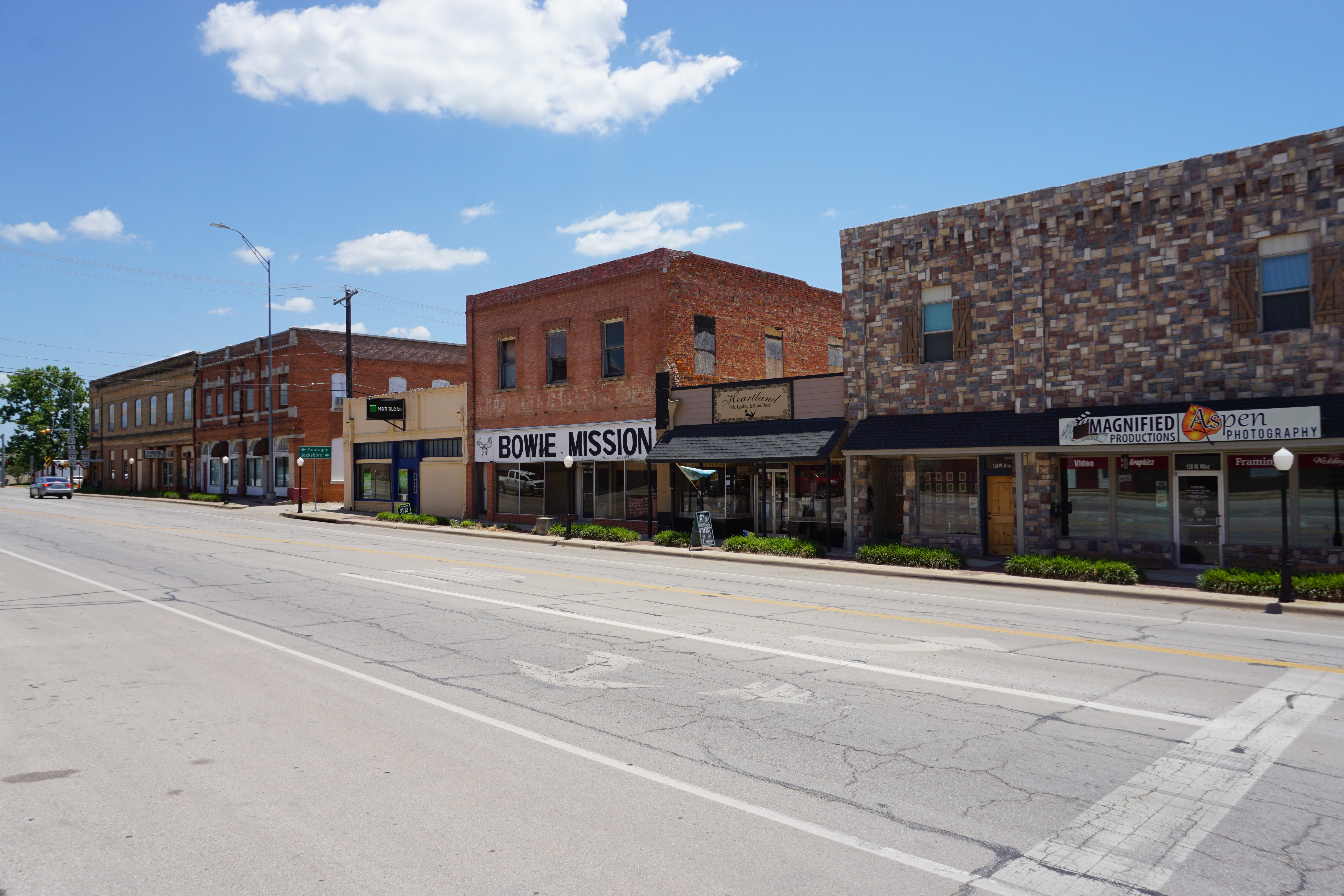